# Узвіз
Узві́з — 

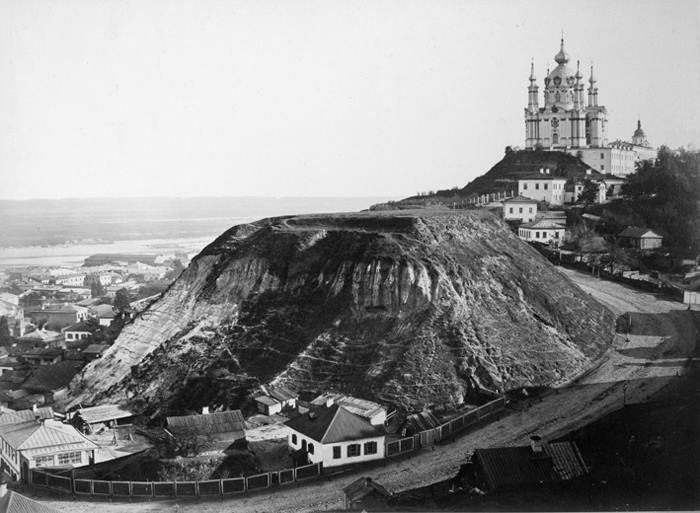
Андріївський узвіз та Андріївська церква, ХІХ ст. Фото Франца де Мезера

Очаків. Спуск на причал.

- Лінійний урбанонім, вулиця, дорога, що мають підйом[1]. Здебільшого узвози є пішохідними і рух автотранспорту по них заборонений. Узвози поширені у населених пунктах, розташованих на схилах чи пагорбах, терасах річок.

Найвідомішими узвозами в Україні є Андріївський та Володимирський узвози в Києві.
- Похила поверхня, місце, по якому піднімаються вверх.